# تیا ماریا

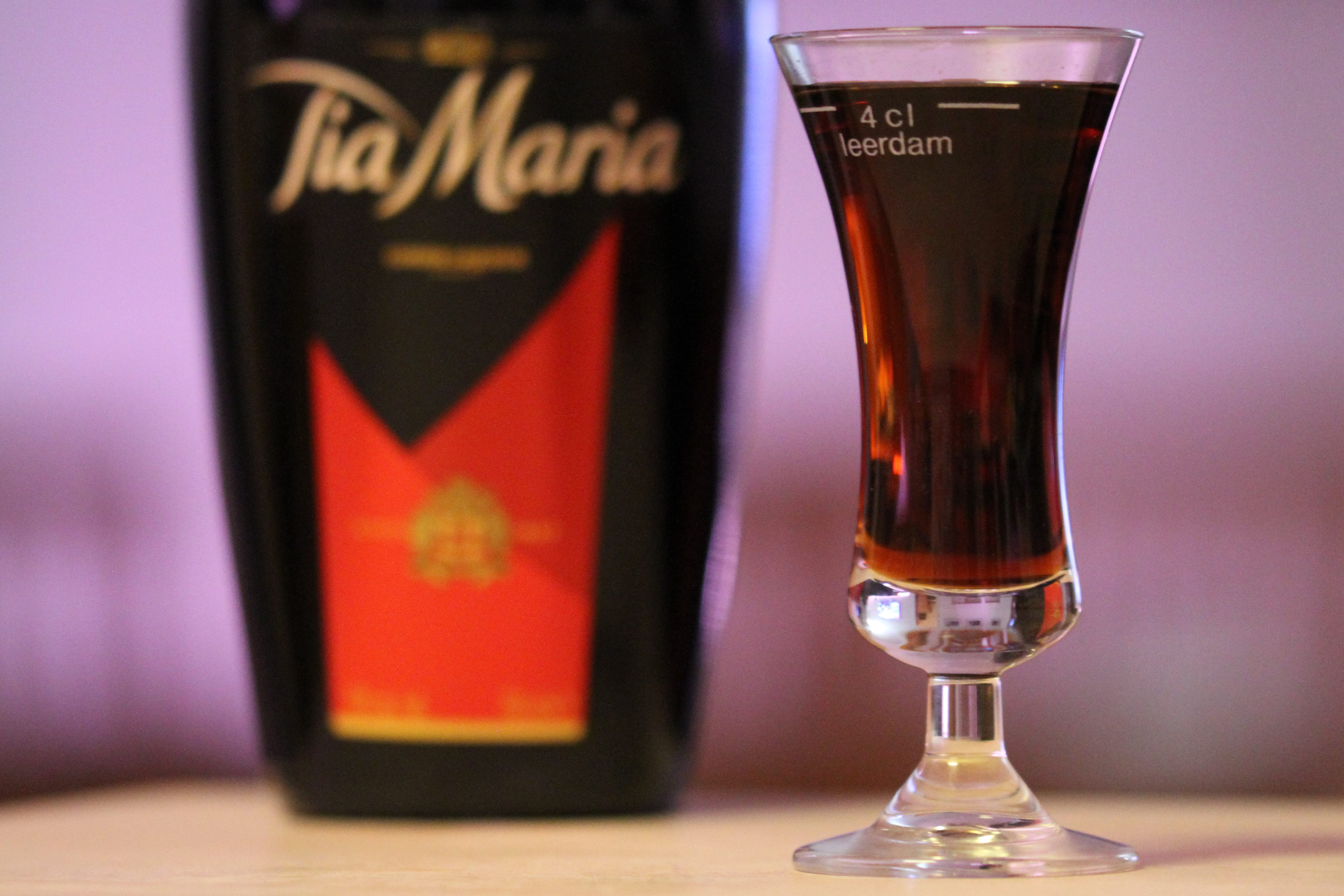
تیا ماریا - لیکور قهوه تیره با محتوای الکلی ۲۰٪ است.

تیا ماریا یک لیکور قهوه تیره است که در ایتالیا با استفاده از دانه های قهوه جامائیکا تهیه می شود. ترکیبات اصلی دانه های قهوه، رام جامائیکا، وانیل و شکر هستند که به میزان ۲۰ درصد الکل مخلوط شده اند.

## تاریخچه
تیا ماریا در اصل در جامائیکا ساخته شد، افسانه تاریخی منشا آن را به قرن هفدهم می رساند. یک دختر جوان اسپانیایی در جریان درگیری مجبور به فرار از جامائیکا و مزرعه خانواده شد.او را یک خدمتکار تنها همراهی می کرد که کمی جواهرات و دستور تهیه لیکور خانواده را همراه داشت. به افتخار کمک این زن، دختر نام لیکور را "تیا ماریا" ( tía به معنای "خاله") نامگذاری کرد، نام او برای زنی که به نجات جان او کمک کرده بود. با این حال، این افسانه ممکن است بخشی از یک کمپین بازاریابی باشد. موریس کارگیل در کتاب خداحافظی جامائیکا  نقل می‌کند که ایده تولید لیکور قهوه شبیه به مشروب عمه‌اش را داشته است. در سال ۱۳۲۴ (۱۹۴۶ میلادی)،  او تلاش کرد تا دستور غذای اصلی را از عمه‌اش دریافت کند و متعاقباً با دکتر کن ایوانز ارتباط برقرار کرد که سپس دستور پخت را تهیه کرد. آنها با دیگران در جامائیکا (هربرت هارت، یوستیس مایرز از مایرز رام ، و پل گدس از Desnoes & Geddes - دسنوس & کدداس ) شریک شدند تا پنج هزار کیس اول را تولید کنند، با قهوه بلو مانتین که توسط Keble Munn (کبل مون) عرضه شد. کارگیل با آژانس تبلیغاتی لندن JP MacNulty - جی پی ماکنولتی برای برندسازی محصول و طراحی برچسب‌ها قرارداد بست. 
آنها روزها تلاش کردند تا نامی پیدا کنند، تا اینکه کارگیل داستان تلاش برای بدست آوردن دستور اصلی عمه اش را بازگو کرد و جوزف مک نالتی گفت: {{"من دقیقا می دانم که ما آن لیکور لعنتی را چه می نامیم. عمه مری - تیا ماریا." 
گزارش دیگری از تاریخچه آن می گوید که مردی به نام دکتر ایوانز پس از جنگ جهانی دوم این نوشیدنی را کشف کرد و او شروع به تولید مجدد آن کرد. ا این حال، این داستان از تعهد دکتر ایوانز به نوشیدنی بخشی از تاریخچه وب سایت رسمی است. 
شرکت جامائیکایی لاسکلاس ده مرکادو، تولید کننده اپلاتون رام ، ظاهراً کنسانتره ای را که لیکور از آن ساخته می شد، حداقل تا زمانی که توسط پرنود به فروش می رسید، تولید می کرد. در دهه ۱۳۵۸ (۱۹۸۰ میلادی) ، تیا ماریا با غلظت الکل ۳۱.۵٪ ساخته شد و به عنوان یک لیکور درجه یک در مقایسه با محصول متفاوتی که اکنون با ۲۰٪ ABV تولید می شود، قرار گرفت.
در سال ۱۳۶۳ (۱۹۸۵ میلادی)، هیرام واکر، مالکان برند، از کرک لاین به دلیل از دست دادن پنج هزار گالن تیا ماریا که از استیت Industries در جامائیکا خریداری کرده بود، شکایت کرد اما در یک حادثه ریخته شد. 
کنترل برند تیا ماریا در سال ۱۳۶۵ (۱۸۹۷ میلادی)‌زمانی که اللید-لایونس از بریتانیا شرکت کانادایی الکل هیرام واکر را خریداری کرد، به اروپا منتقل شد.  سپس این برند در سال ۱۳۸۳ (۲۰۰۵ میلادی) از طریق خرید شرکت رقیب - اللید دومارک  بخشی از مجموعه پرنود ریکارد شد.  به عنوان بخشی از یک برنامه کاهش بدهی، پرنود ریکارد آن را به ILLVA Saronno (ایللا ساروننو) فروخت در جولای ۱۳۸۷ (۲۰۰۹ میلادی).   پس از فروش، برادران چیواس آن را برای سارونو تولید کردند قبل از اینکه تولید به کارخانه تقطیر ایلوا سارونو در سارونو، ایتالیا منتقل شود.   باکاردی. آن را در ایالات متحده برای سارونو توزیع کرد.  از ۱ آگوست ۱۳۹۰ (۲۰۱۲ میلادی)، کبرند توزیع کننده شد.  

#### کوکتل -
تیا ماریا را می توان مستقیماً با یخ مصرف کرد، اما اغلب به عنوان یک ماده برای کوکتل یا قهوه استفاده می شود. همچنین ممکن است با شیر و یخ مخلوط شود. برخی از کوکتل ها عبارتند از تیا اسپرسو مارتینی ، دارک تیا ساخته شده با رام تیره، یافا سام ساخته شده با تیا ماریا و آب پرتقال، تیا ماریا و کولا ، یا اسکینی تیا روسی سفید ساخته شده با تیا ماریا، ودکا و شیر بدون چربی. کوکتل دیگری که به عنوان " بیبی گینس " شناخته می شود، تیا ماریا است که در قسمت های مساوی با بیلیس یا کرم ایرلندی دیگر مخلوط شده است.

#### لینک های خارجی -
وبگاه رسمی